# Diane de Guldencrone
Diane de Guldencrone, née Gobineau à Paris le 13 septembre 1848 et morte à Rome le 1er décembre 1930, est une historienne et écrivaine française.

## Biographie
Diane Marguerite Gabrielle Victoire Clémence de Gobineau est la fille aînée du diplomate, homme politique et écrivain Arthur de Gobineau (1816-1882), et de Clémence Monnerot (1816-1911).
En 1866, elle épouse à Athènes le baron danois Ove de Guldencrone (da) (1840-1880), officier de marine et aide de camp du roi de Grèce Georges Ier. Ils ont cinq enfants : Wilhelm (1867-1878), Arthur (1869-1895), Clémence (1872-1891), Christian (1874-1875) et Marie (1876-1890), qui meurent tous avant leur mère.
Diane de Guldencrone est l'auteur de deux ouvrages : une histoire de la Grèce médiévale, allant de la création de la principauté d'Achaïe en 1205 à la prise d'Athènes par les Turcs en 1456, et une histoire de l'Italie byzantine.

## Publications
- L'Achaïe féodale : étude sur le Moyen Âge en Grèce (1205-1456), Ernest Leroux éditeur, Paris, 1886 (lire en ligne)
- L'Italie byzantine : étude sur le haut Moyen Âge (400-1050), Ernest Leroux, éditeur, Paris, 1914 (lire en ligne)